# 구로카와촌 (니가타현 기타칸바라군)
구로카와촌(黒川村)은 니가타현 북동에 있는 기타칸바라군의 북쪽 끝에 위치한 촌이다. 2005년 9월 1일에 나카조정과 합병해 다이나이시가 되었다.

## 역사
에도 시대에는 주변 일대를 영유하는 구로카와 번의 진야가 놓여 있던 것 외에 가도의  역참마을이 되어 있었다.'흑천'의 이름은 원유가 흐르고 있었던 데서 유래되었다고 한다
- 1889년 4월 1일 - 정촌제 시행과 함께 기타칸바라군 쿠로카와촌이 성립하였다.
- 1901년 11월 1일 - 쓰즈미사카촌, 쓰보에촌과 합병해 새로운 쿠로카와촌이 성립하였다.
- 1962년 9월 10일 - 촌장이 공모에 의해 제정되었다.
- 1970년 11월 1일 - 나카조정의 일부를 편입하였다.
- 2005년 9월 1일 - 나카조정과 합병해 다이나이시가 성립해, 동일 쿠로카와촌은 폐지되었다.

## 경제
축산이 성행하여 태내소라 불리는 명품 소와 흑돼지가 특산.햄·소시지 등의 가공품은 1989년에 도쿄·이치가야에 오픈한 안테나 숍 「낭만테이 니가타현 구로카와무라 도쿄 동사무소」에서도 판매되고 있었다. 1999년에는 원재료 홉과 보리를 모두 마을 내에서 재배한 자급자족 마을 영지 맥주 공장을 개설하였다. 이 밖에 저지 소의 유제품과 메밀도 특산품이다.
1965년 스키장 개설을 시작으로  리조트·관광 개발이 활발히 진행되었으며, 2000년 시점에서는 3동의 호텔, 맥주원, 골프장, 쿠아하우스 등의 시설이 모두 마을 관광 특별 회계에 의해 마을 직원 중심으로 운영되고 있었다. 관광·리조트와 농업을 일체화한 「관광 농업」을 내걸고, 가능한 한 일차 제품을 현지의 관광 시설 등에서 소비·가공·판매할 방침을 취하고 있었다.

## 교육
- 구로카와 중학교
- 오하세 초등학교
- 구로카와 초등학교
- 고오카 초등학교

## 교통

### 철도
- 구 촌역 북단의 나카조정·아라카와정의 경계가 뒤섞여 있는 곳에 JR 우에쓰 본선이 수십 미터 정도 통과하고 있지만, 현재에 이르기까지 역은 미설치

### 도로
- 국도 제7호선 - 나카조 쿠로카와 하이패스
- 국도 제290호선